# Mile End Park

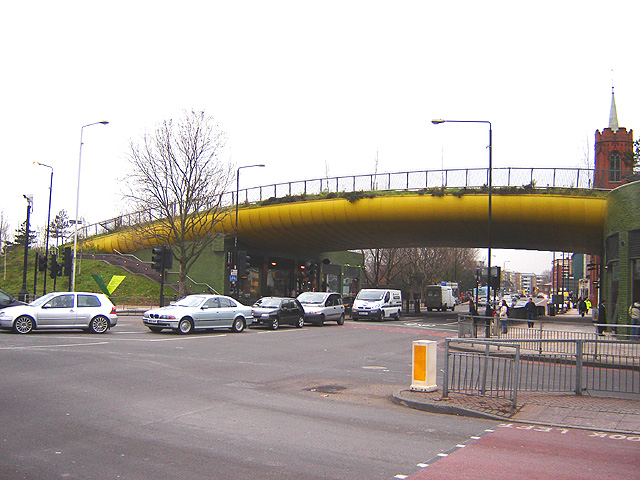
Green Bridge

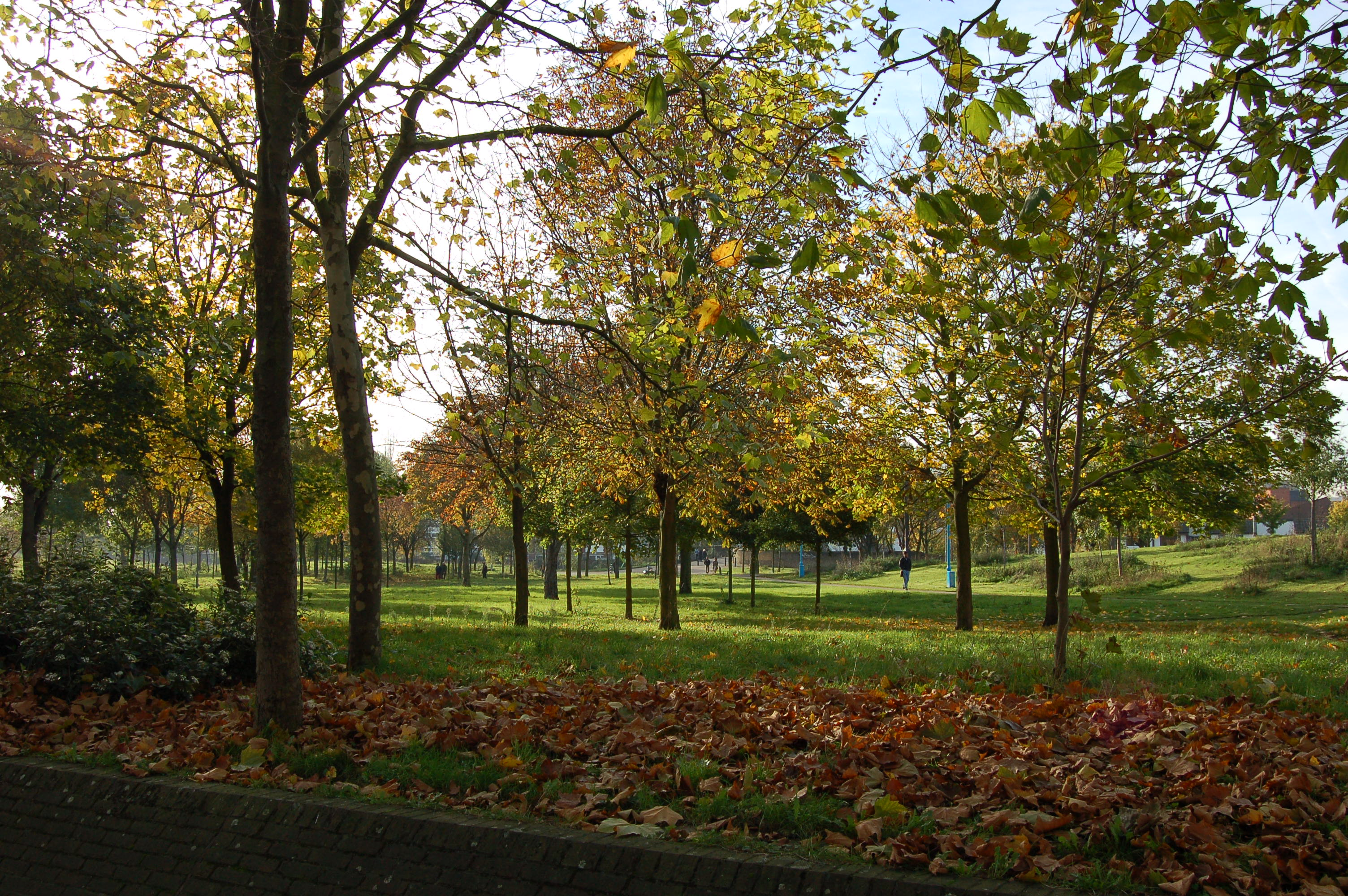
Südliche Parkhälfte

Der Mile End Park ist ein Park in Mile End, einem Londoner Stadtteil im London Borough of Tower Hamlets. Der langgezogene Park mit einer Fläche von etwa 36 ha liegt auf dem Areal eines ehemaligen Industriegebiets, das im Zweiten Weltkrieg durch Bombenabwürfe zerstört wurde. Westlich wird der Park durch den Regent’s Canal begrenzt, im Norden schließt sich, getrennt durch den Hertford Union Canal, der mehr als doppelt so große Victoria Park an.
Obwohl die Planungen für eine Parkanlage bereits unmittelbar nach Kriegsende begannen, wurden diese erst zur Jahrtausendwende konkretisiert. 1999 wurde in der Nähe der weiter östlich gelegenen U-Bahn-Station Mile End eine Fußgängerbrücke über die Mile End Road, welche den Park in Ost-West-Richtung durchschneidet, errichtet. Das als Green Bridge bezeichnete Bauwerk wurde von Piers Gough gestaltet und mit dem Award of Merit der Institution of Civil Engineers ausgezeichnet.
Der Mile End Park ist in verschiedene Bereiche untergliedert, die jeweils unterschiedlich gestaltet sind. Von Nord nach Süd sind dies:
- Play Area – Bereich für Veranstaltungen.
- Ecology Park – Naturnah gestalteter Bereich, in dem über 800 Pflanzenarten und verschiedene Lebensräume für Tiere zu finden sind, unter anderem ein kleiner See. Besucher können sich an einer Informationsstelle (Ecology Center) informieren.
- Arts Park – Große Außenfläche mit Kunstwerken, zudem ein Art Pavillon mit wechselnden Ausstellungen.
- Green Bridge – Begrünte Fußgängerbrücke, die die nördliche mit der südlichen Parkhälfte verbindet.
- Terraced Gardens – Terrassenartig angelegte und bunt bepflanzte Beete und Teiche.
- Adventure Park – Dauerhaft eingerichteter Spielplatz.
- Sports Park – In dem Bereich liegt das Mile End Stadium.
- Children's Park – Betreuter Spielplatz für jüngere Kinder.